# Jenny Boquist
Jenny Elisabeth Boquist, tidigare Lindblom, född 9 februari 1976 i Fjärdhundra, är en svensk tidigare handbollsmålvakt.

## Klubblagskarriär
Jenny Lindblom började spela handboll i Fjärdhundra SK sju år gammal. Hon värvades till Irsta HF 1993 och inledde sin elitkarriär där. 1998 flyttade hon till IK Sävehof. Hon vann sitt enda SM-guld med Sävehof våren 2000 då Sävehof besegrade Stockholmspolisens IF i tre raka matcher. Hon utsågs till Årets Komet 2001. Hennes internationella genombrott kom under VM 2001 i Italien med det så kallade "leende landslaget", det svenska damlandslag som gjorde en mycket bra VM-turnering i Italien. 2002 valde hon en proffskarriär i Danmark i Slagelse FH, som leddes av Anja Andersen. Proffskarriären tog slut med en korsbandsskada. Efter skadan slutade Lindblom med handbollen. Dåvarande sambon, sedermera maken, Martin Boquist fick 2003 proffskontrakt med THW Kiel och 2005 föddes deras första barn.

## Landslagskarriär
I sin internationella karriär spelade Jenny Lindblom 61 landskamper 1996-2002 enligt den gamla statistiken och enligt nya statistiken 62 landskamper. En av landskamperna mot Island i nya statistiken var inofficiell och ska inte räknas. Hon debuterade i landslaget i Oslo den 3 november 1996, mot Kina i en vinstmatch 37-19. Hon var då 20 år gammal, och hon spelade för Irsta HF. Hon spelade inte nästa landskamp förrän 1999. Hennes första VM-turnering och enda mästerskapsdeltagande  var i VM i Italien 2001. Lindblom utsågs till Årets handbollsspelare i Sverige säsongen 2001/2002. Sista landskampen spelade hon den 29 september 2002 mot  Norge och Sverige förlorade matchen med 27-30.